# Tadeusz Blauth
Tadeusz Michał Blauth (ur. 1 lipca 1939 w Warszawie) – polski koszykarz, mistrz Polski (1967) w barwach AZS AWF Warszawa, 38-krotny reprezentant Polski (1961–1964), olimpijczyk z Tokio.

## Życiorys
Syn Tadeusza i Bronisławy Rudowskiej. Ukończył IV Liceum Ogólnokształcące im. Adama Mickiewicza w Warszawie (1956) oraz studia na Wydziale Elektrycznym Politechniki Warszawskiej (1965). Był zawodnikiem AZS Warszawa (1957–1960) i AZS-AWF Warszawa (1960–1971), gdzie jego trenerem był Zygmunt Olesiewicz. Z warszawskim zespołem występował w ekstraklasie w latach 1957–1970, a jego największym sukcesem było mistrzostwo Polski w 1967 i wicemistrzostwo Polski w 1962. W reprezentacji Polski debiutował w 1961. Wystąpił na Igrzyskach Olimpijskich w Tokio (1964), zajmując z drużyną szóste miejsce. W 1958 roku zdobył Puchar Polski. Karierę sportową zakończył w II-ligowej drużynie Tęczy Kielce w sezonie 1971/1972.